# シネマカリテ
シネマカリテ（Cinema Qualite）は、東京都新宿区新宿三丁目の新宿NOWAビル地下1階にある映画館（ミニシアター）。2012年12月22日開館。2スクリーンを有し、スクリーン1の座席数は96席、スクリーン2の座席数は78席。運営は武蔵野興業株式会社であり、武蔵野興業は新宿武蔵野館も運営している。

## 沿革
- 2012年12月22日 - シネマカリテとして開館[2][3]。

## 歴史

### 武蔵野興業の映画館
武蔵野興業は1920年（大正9年）開館の新宿武蔵野館（新宿三丁目）も運営している。1968年には武蔵野ビルを改装し、7階にロードショー館として新宿武蔵野館が再開館した。1994年には同一ビルの3階にミニシアターとしてシネマ・カリテ1・2・3（中黒あり）が開館した。シネマ・カリテ1・2・3は1990年代のミニシアターブームを牽引したとされる。
2002年の改装の際には、新宿武蔵野館が新宿武蔵野館1に、シネマ・カリテ1・2・3が新宿武蔵野館2・3・4に改称され、シネマ・カリテという名称が消えた。2003年には新宿武蔵野館1が閉館し、新宿武蔵野館2・3・4が新宿武蔵野館1・2・3に改称された。
1996年には甲府武蔵野館（後の甲府武蔵野シネマ・ファイブ）の一時代替館として、山梨県甲府市の甲府ワシントンホテルプラザに甲府シネマカリテ1・2が開館。この映画館は2001年に閉館している。

### シネマカリテ

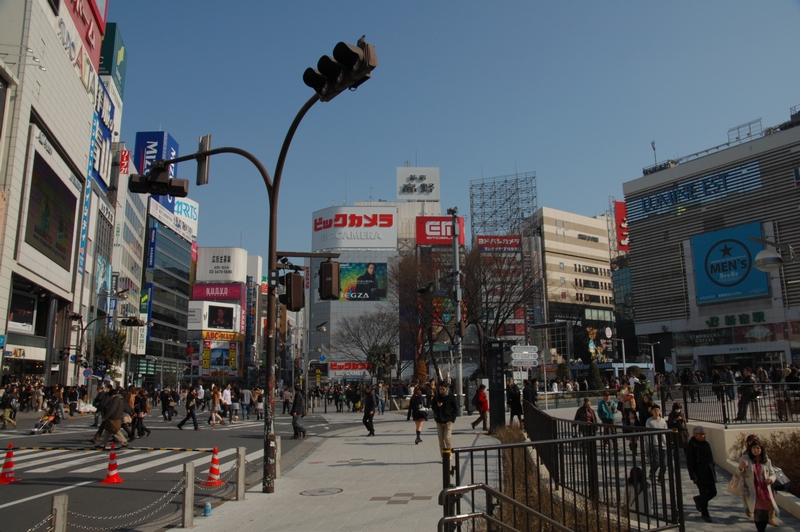
シネマカリテがある新宿駅東口

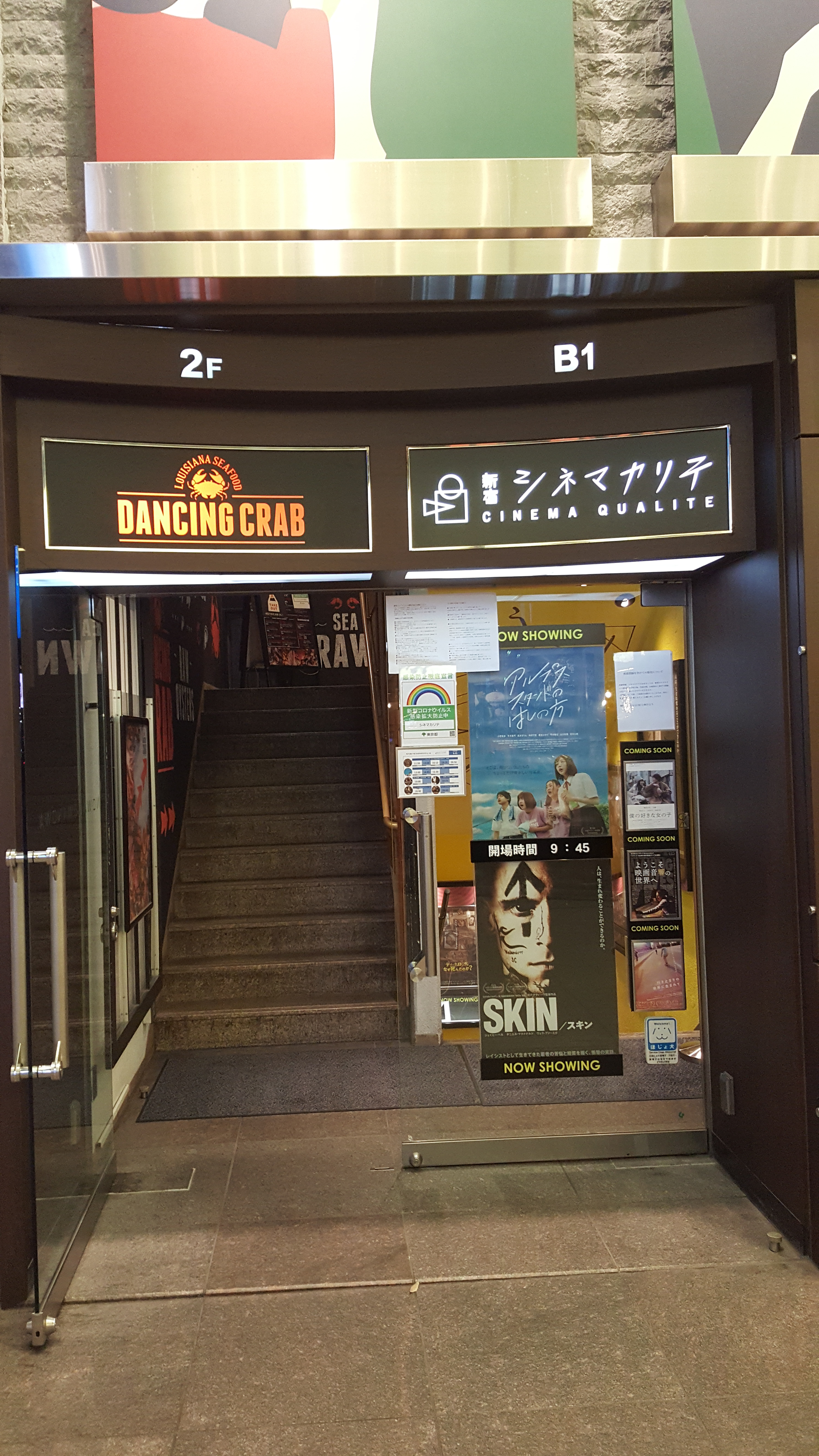
シネマカリテ1階入口表示

2012年9月、武蔵野興業は新宿NOWAビルの地下1階に2スクリーンの「シネマ・カリテ（仮称）」を開設すると発表した。同年12月22日、シネマカリテ（中黒なし）が開館した。座席数は100席と78席。開館公演はルイーズ・ブルゴワン主演の『理想の出産』と、キアヌ・リーブス製作のドキュメンタリー『サイド・バイ・サイド フィルムからデジタルシネマへ』。かつてと同じ名称を選んだ理由として、支配人の諸井征彦は「珠玉の作品を上映していくという方針を、あらためてアピールしたかった」と語っている。
2016年6月には阪本順治監督作『団地』、2017年1月にはジャン=リュック・ゴダール監督作『はなればなれに』（1964年）が公開。同12月には松岡茉優主演『勝手にふるえてろ』（大九明子監督）のヒットもあった。
なお、同館における歴代興行収入1位の作品は、2018年4月27日公開の『君の名前で僕を呼んで』(2018年11月現在)。
2020年は新型コロナウイルス感染拡大に伴う緊急事態宣言の影響により、4月4日から5月31日まで武蔵野館と共に臨時休館した。2021年4月27日 - 5月11日も同様の理由から営業を休止している。
2025年8月7日、公式サイトと公式Xで閉館することを発表。最終営業日は2026年1月12日を予定している。

## 特徴
「Qualité」はフランス語で「高級な」という意味を持つ。さまざまな年代やライフスタイルの人間が行きかう新宿という場所に合わせた、多様なジャンルの作品を上映しているのがシネマカリテの特徴である。メインの観客層は20-30代から年輩の女性であり、女性は複数で連れ立って、男性は一人で2-3本をはしごする観客がいるという。

### 施設

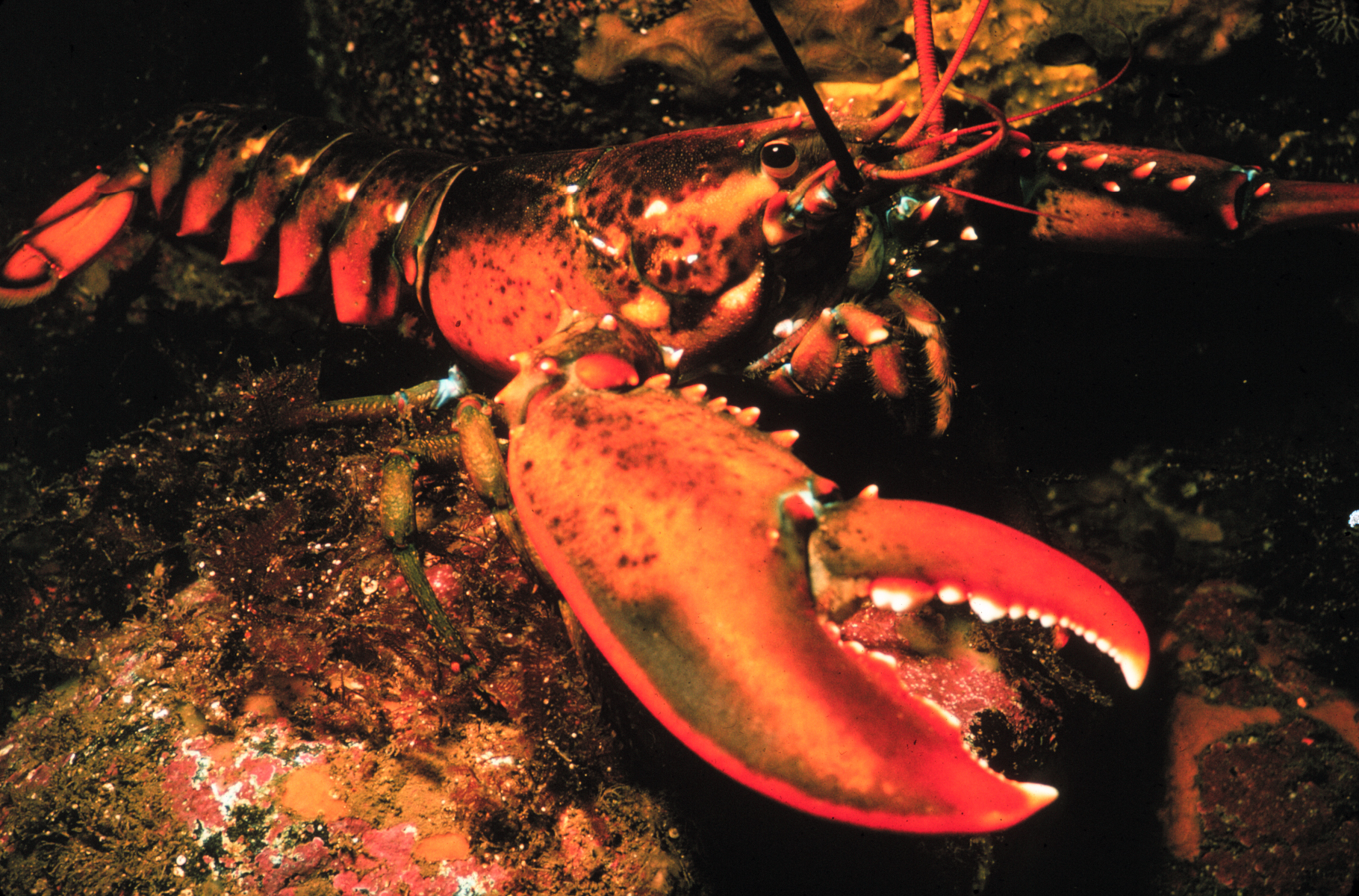
水槽に展示されている生物の例（ロブスター）

ロビー奥には大きな水槽が設置されており、『ロブスター』（2016年）上映時にはロブスターを展示し、ホラー映画の上映時には奇怪な姿の深海魚を展示するなど、上映作品によって中身を入れ替えている。ウツボやサメが展示されていたこともある。ロビーには上映作品に因んだ衣装や小道具も展示されている。
NOWAビル地下1階は劇場用に設計された場所ではなく、シネマカリテの開館前には居酒屋として使用されていた。ホールは左右非対称の形状をしている。シネマカリテはコンセッション（売店）を設置していない。飲料やパンなどの自動販売機が設置されており、施設外からの飲食物の持ち込みも可能としている。武蔵野興業は山梨県にルーツを持つ企業であるため、自動販売機では桔梗屋の桔梗信玄餅アイスも販売されている。フランス・キネット(Quinette)社製の座席を使用している。

### 特集上映

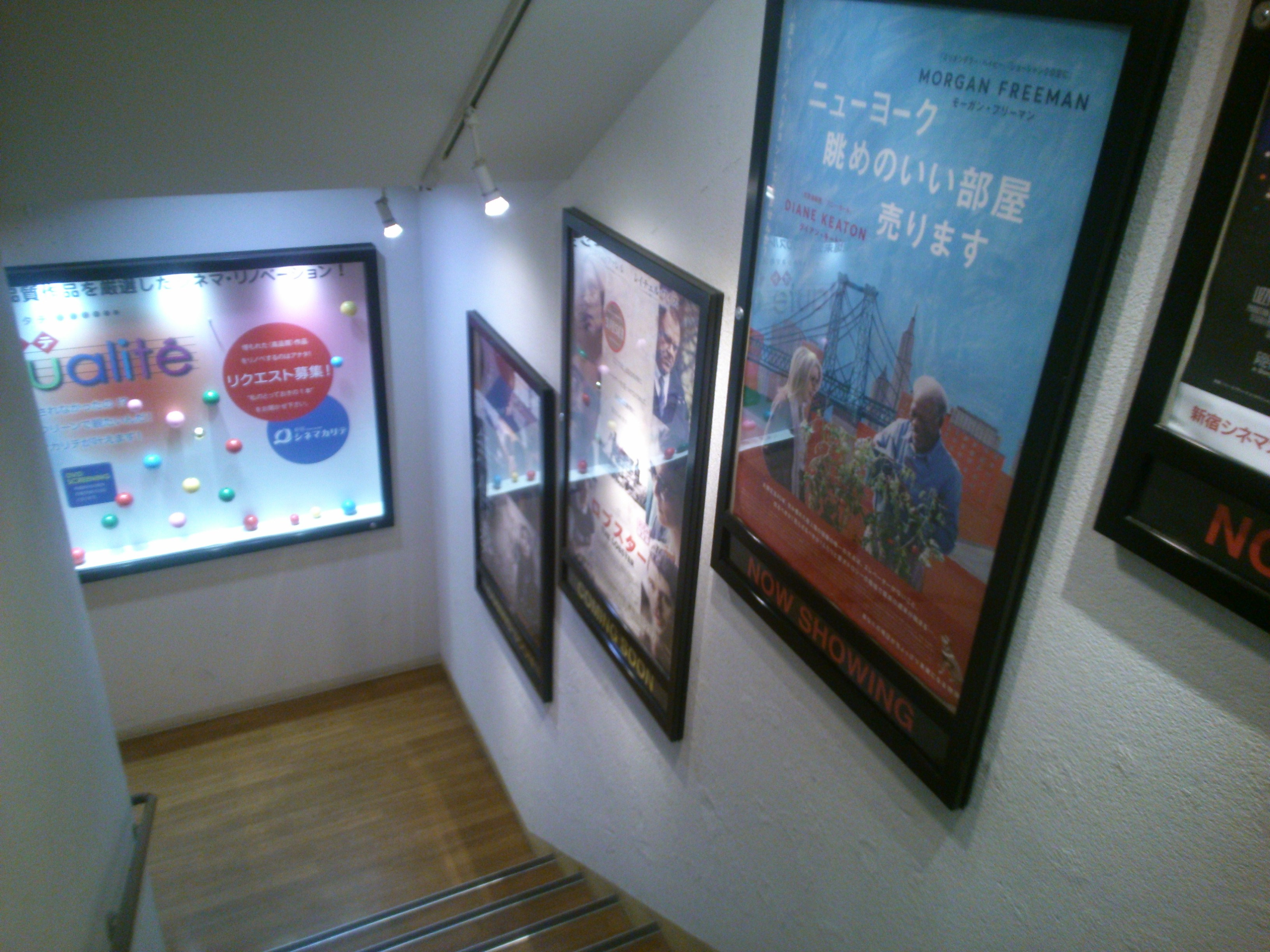
シネマカリテに通じる階段

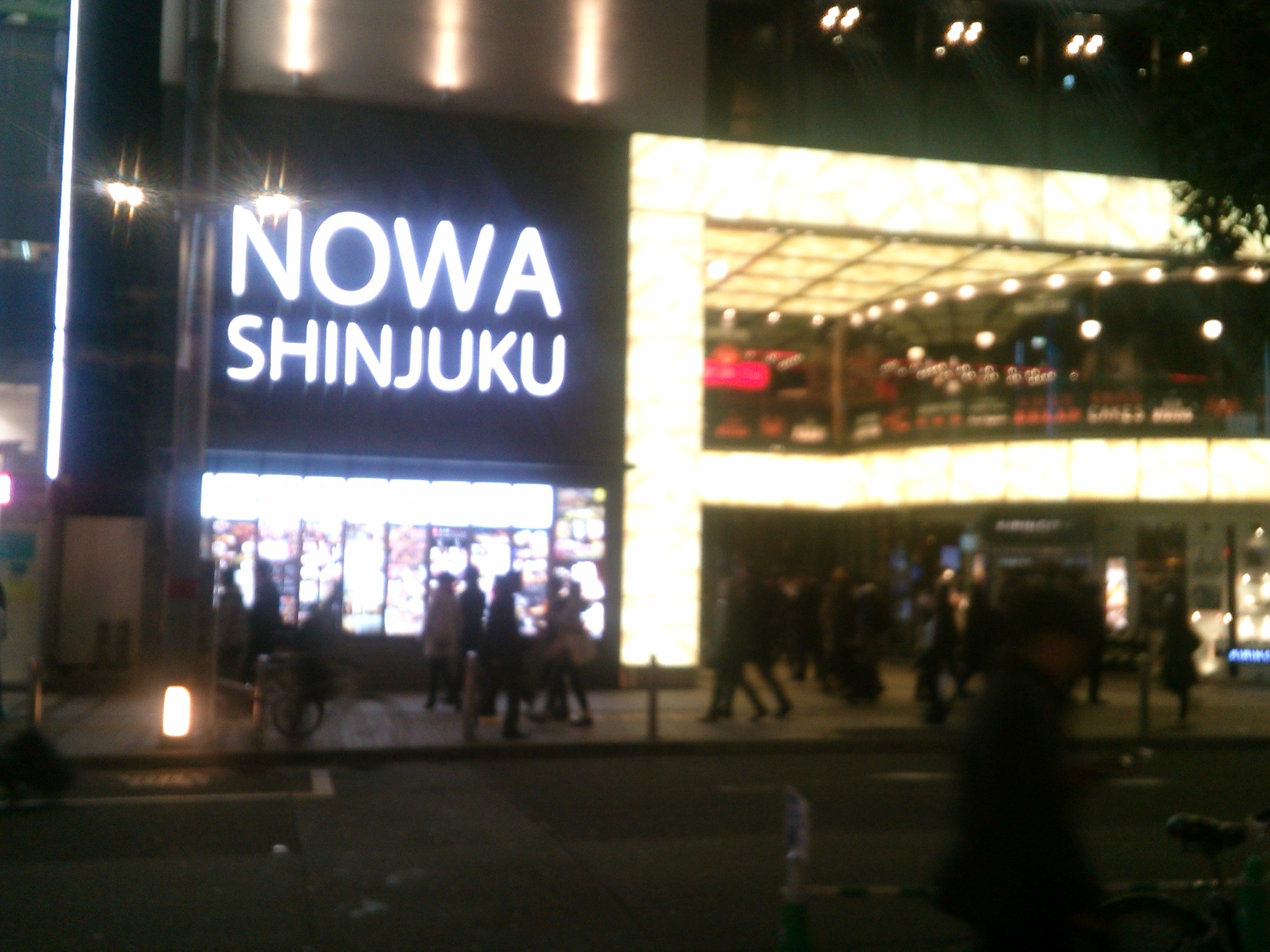
夜間のNOWAビル

2013年12月には20世紀スタジオによるアート系レーベルサーチライト・ピクチャーズの常設スクリーンとなった。第1弾の『セッションズ』（ベン・リューイン監督）や第2弾の『ザ・イースト』（ザル・バトマングリ監督）など、年間6本程度のサーチライト作品を上映している。サーチライト作品はそれまで年3本ほどしか日本で公開されておらず、シネマカリテが常設スクリーンとなったことで日本での公開本数が増加した。
2013年からは「カリテ・ファンタスティック! シネマコレクション」（カリコレ）という特集上映（映画祭）を行っている。ジャンルや製作国はさまざまであり、新作・旧作・未公開作をまとめて上映している。人気作品は発売開始直後に売り切れとなる人気企画であり、配給会社から持ち込まれる作品も上映している。なお、2020年度は先述の新型コロナウイルス感染症の影響により、カリコレの開催が見送られた。
劇場未公開でDVDが発売された作品に焦点を当てた「Haute qualite オトカ リテ」という特集上映も行っている。観客のリクエストに応じて入場料500円でのブルーレイ上映を行っており、隠れた人気特集となっている。「Haute qualite」はフランス語で「高品質」 を意味する。第1弾としてはネット上で公開に向けた署名運動が行われた『プレミアム・ラッシュ』（デヴィッド・コープ監督）が上映され、連日ほぼ満席となる盛況ぶりだった。